# George Lantzeff
George Lantzeff (ur. 1892 w Lublinie, zm. 1955) – amerykański historyk rosyjskiego pochodzenia, badacz dziejów  Rosji. 

## Życiorys
Urodził się w rosyjskiej rodzinie w Lublinie. Absolwent Uniwersytetu Piotrogrodzkiego (1918), a następnie emigrant w USA. Doktorat z historii na Uniwersytecie Kalifornijskimego w Berkeley w 1938 (promotor: Robert J. Kerner). W okresie II wojny światowej służył w marynarce. Od 1946 wykładowca Uniwersytetu Kalifornijskiego w Berkeley, profesor od 1955.

## Wybrane publikacje
- Siberia in the Seventeenth Century: A Study of the Colonial Administration, Berkeley 1943.
- (współautor:  Richard A. Pierce), Eastward to Empire: Exploration and Conquest on the Russian Open Frontier to 1750, Montreal 1973.